# Prairies et forêts inondables du Val de Saône entre Chalon et Tournus et de la basse vallée de la Grosne
Prairies et forêts inondables du Val de Saône entre Chalon et Tournus et de la basse vallée de la Grosne este o arie protejată (sit de importanță comunitară — SCI) din Franța întinsă pe o suprafață de 6.161 ha, integral pe uscat.

## Localizare
Centrul sitului Prairies et forêts inondables du Val de Saône entre Chalon et Tournus et de la basse vallée de la Grosne este situat la coordonatele 46°42′49″N 4°54′24″E / 46.71361°N 4.90667°E.

## Înființare
Situl Prairies et forêts inondables du Val de Saône entre Chalon et Tournus et de la basse vallée de la Grosne a fost declarat arie specială de conservare în baza directivei 92/43 din 1992 referitoare la conservarea habitatelor naturale și a faunei și florei sălbatice pentru a proteja 1 specie de plante și 8 specii de animale.

## Biodiversitate
Situată în ecoregiunea continentală, aria protejată conține 5 habitate naturale: Liziere de ierburi înalte hidrofile de câmpie și de nivel montan până la alpin, Fânețe de joasă altitudine (Alopecurus pratensis, Sanguisorba officinalis), Păduri aluvionare cu Alnus glutinosa și Fraxinus excelsior (Alno-Padion, Alnion incanae, Salicion albae), Păduri mixte riverane de Quercus robur, Ulmus laevis și Ulmus minor, Fraxinus excelsior sau Fraxinus angustifolia, de-a lungul marilor râuri (Ulmenion minoris), Lacuri eutrofice naturale cu vegetație de tip Magnopotamion sau Hydrocharition.
La baza desemnării sitului se află mai multe specii protejate:
- plante (1): Marsilea quadrifolia
- amfibieni (1): triton cu creastă (Triturus cristatus)
- mamifere (2): liliac comun (Myotis myotis), liliacul mare cu potcoavă (Rhinolophus ferrumequinum)
- nevertebrate (2): fluturele auriu (Euphydryas aurinia), fluturele purpuriu (Lycaena dispar)
- pești (3): zglăvoacă (Cottus gobio), boarță (Rhodeus amarus), clean dungat (Telestes souffia)

Pe lângă speciile protejate, pe teritoriul sitului au mai fost identificate 15 specii de plante, 68 de specii de păsări, 5 specii de amfibieni, 1 specie de pești.